# José Antonio Rodríguez (Musiker, 1964)

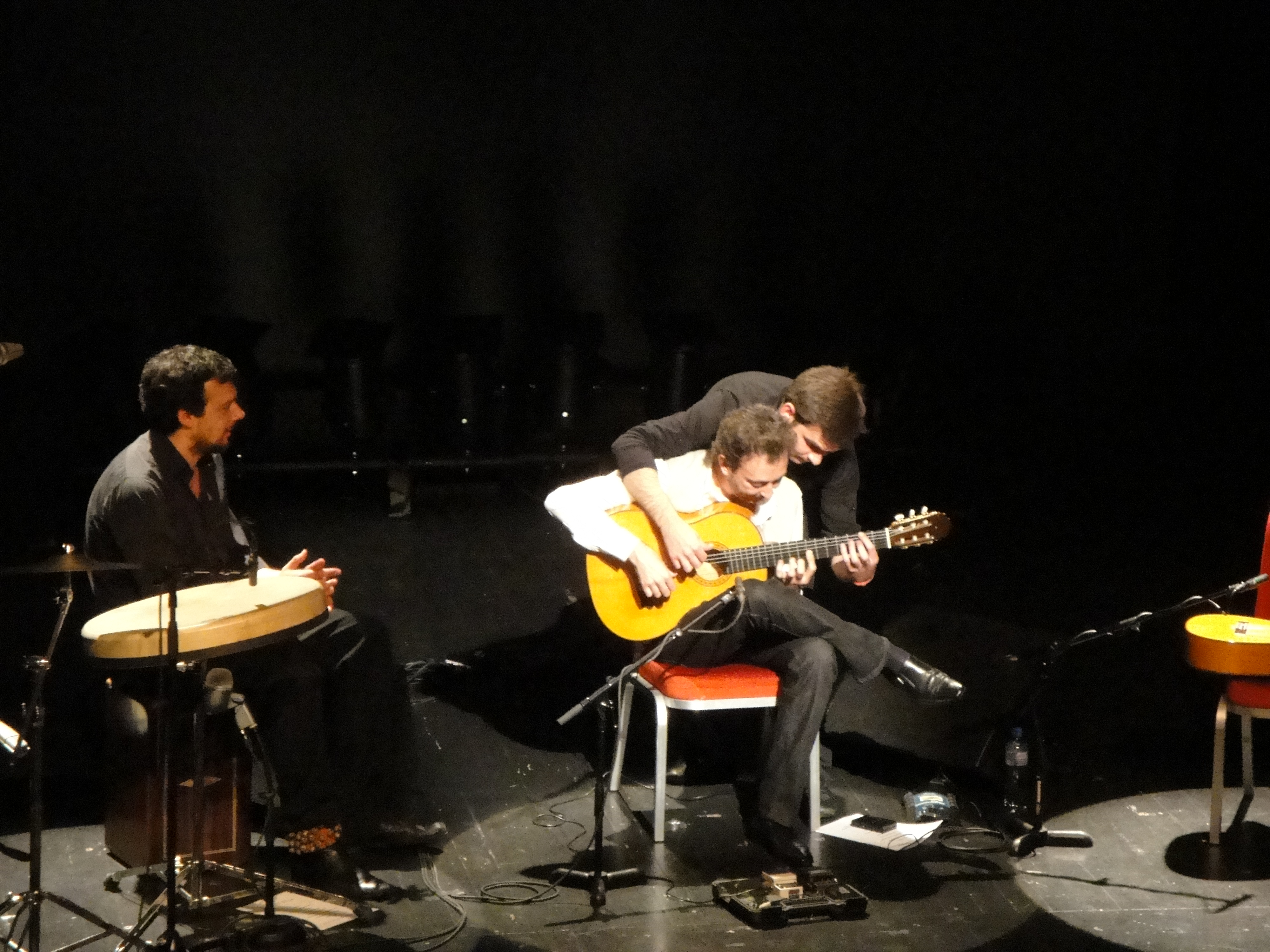
José Antonio Rodríguez beim In Guitar Festival 2012 in Winterthur.

José Antonio Rodríguez (* 28. März 1964 in Córdoba, Spanien) ist ein spanischer Flamenco-Gitarrist, Komponist und Musik-Professor.

## Preise
Er gewann in den 1980er-Jahren verschiedene nationale Preise, unter anderem 1982 den Primer Premio para Guitarra Flamenca de Concierto beim XI Certamen Nacional de Guitarra Flamenca in Jerez de la Frontera und 1986 den Premio Ramón Montoya beim Concurso Nacional de Arte Flamenco.

## Professur
1984 wurde er mit nur 20 Jahren der jüngste Professor für Flamenco-Gitarre am Conservatorio Superior de Música de Córdoba.

## Kompositionen
Er komponierte Stücke für Filme, Fernsehen, Ballett und Orchester.
- 1987 komponierte er das Orchesterwerk “Guajira para guitarra flamenca y orquesta”.
- 1990 schrieb er ebenfalls fürs Orchester “Viento de libertad”.
- 1992 wurde er von der Bienal de Arte Flamenco „Ciudad de Sevilla“ mit der Komposition, Orchestrierung und musikalischen Leitung der Show „Tango“ beauftragt.
- Ebenfalls 1992 war er an der Aufnahme des Stückes „Sevilla Es Así“ für das Eröffnungsprogramm der EXPO 1992 in Sevilla beteiligt.
- 1994 komponierte er zusammen mit Joan Albert Amargós das Werk „Réquiem“, welturaufgeführt durch die Compañía Andaluza De Danza mit einer Choreographie von Mario Maya.
- 1996 brachte er sein Werk “Viento de Libertad” unter dem Dirigenten Joan Albert Amargós in einer neuen Orchestrierung heraus.
- 1997 komponierte er das Werk “El Jaleo” im Auftrag des Centro Andaluz de Danza mit einer Choreographie von María Pagés und Fernando Romero.
- 2001 brachte er “El guitarrista azul” als Orchesterwerk heraus.
- 2003 schrieb er das Werk „Tiempo“ für das Ballet Nacional de España. Es wurde mit einer Choreographie von Joaquín Grilo am 23. Januar 2004 uraufgeführt.[1]
- Außerdem hat er bis heute fünf Soloalben veröffentlicht.

## Diskografie

### Soloalben
- 1984: Calahorra
- 1988: Callejón De Las Flores
- 1999: Manhattan De La Frontera
- 2003: La Leyenda
- 2007: Córdoba... en el tiempo
- 2012: Anartista